# Huittinen
Huittinen (Vittis en sueco) es una ciudad finlandesa. Se encuentra en la región de Satakunta. Huittinen tiene 10 623 habitantes y un área de 539,59 km². La ciudad se fundó en 1865 y consiguió los derechos de ciudad en 1977. Risto Ryti, quinto presidente de Finlandia, nació en Huittinen.
- Datos: Q165285
- Multimedia: Huittinen / Q165285